# りんご並木 (飯田市)

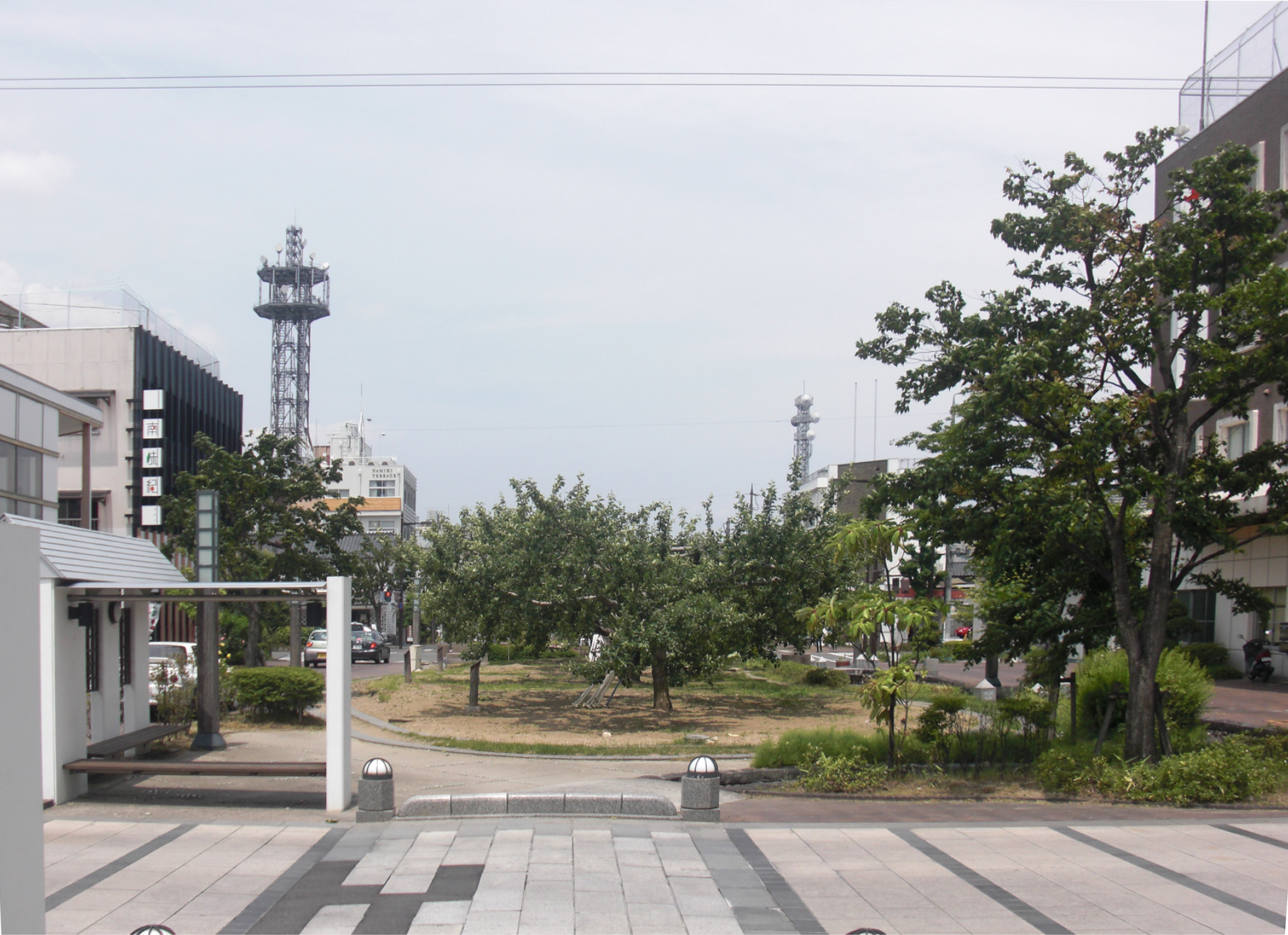
りんご並木（2012年5月）

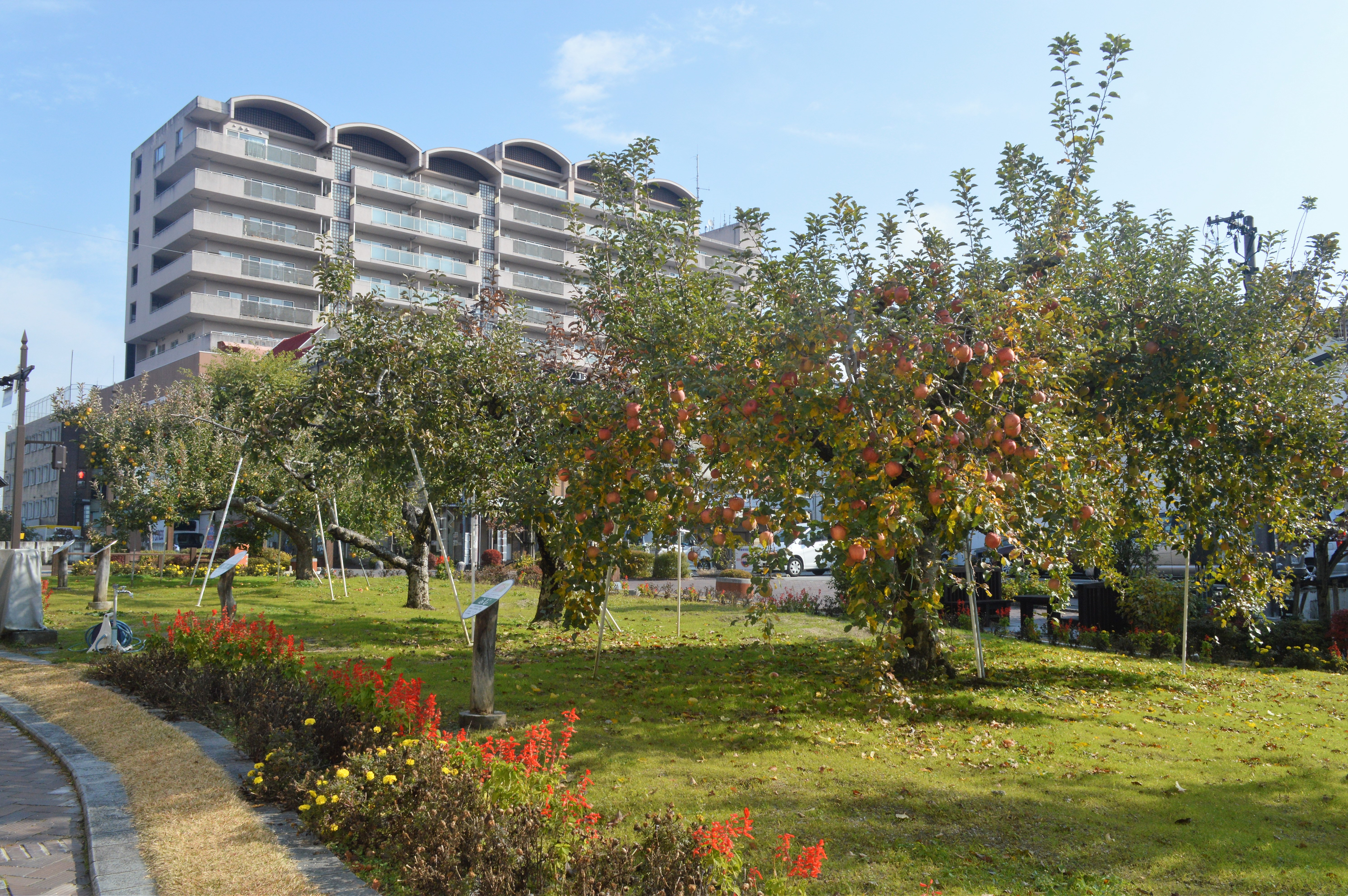
たわわに実ったリンゴの果実。

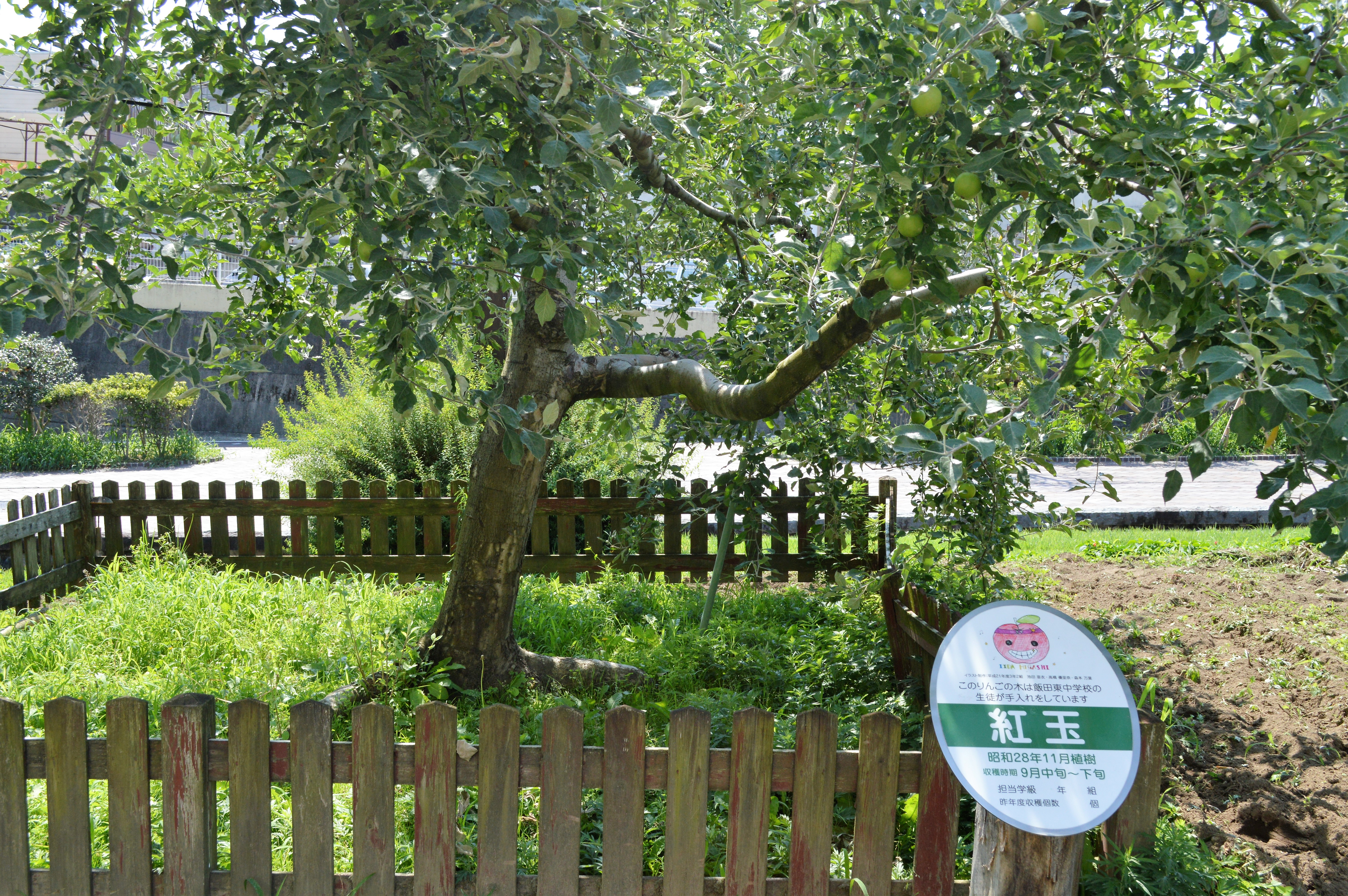
りんごの木の1本（紅玉）

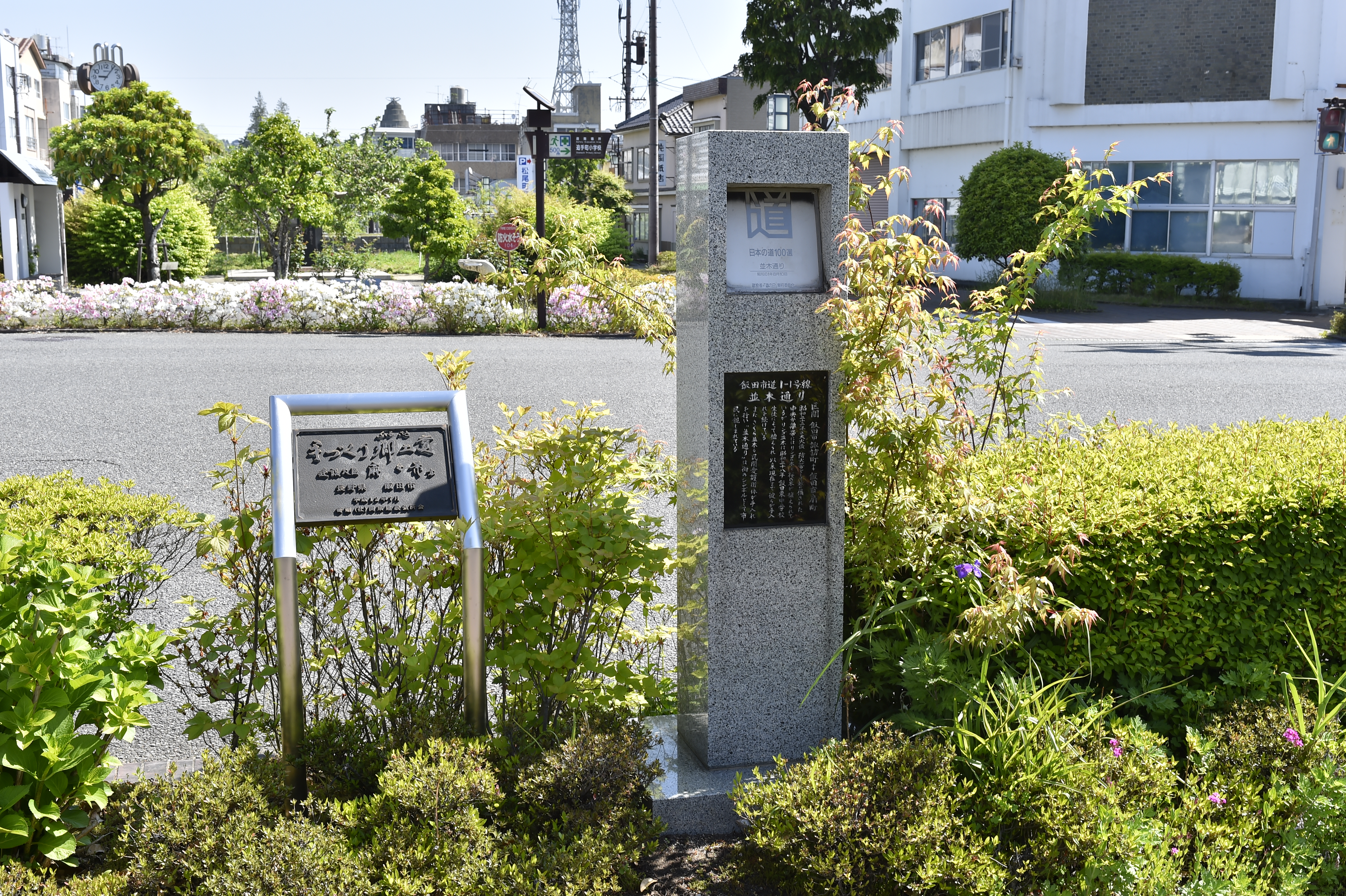
「日本の道100選」顕彰碑と「手作り郷土賞」顕彰プレート

りんご並木（りんごなみき）とは、長野県南部の飯田市街地内にある大通りに約400 mにわたって植えられた、リンゴによる並木通りである。かつての大火の復興のシンボルとして広まり、現在は街のシンボルとして親しまれている。旧建設省と「道の日」実行委員会により制定された日本の道100選や、かおり風景100選に選定されている。1999年（平成11年）に整備された公園の両側を通る道路は歩行者優先で、地域住民や観光客の散策に利用されている。

## 概要
並木通りは全体で1 km程度あり、そのうち、りんご並木に当たるのは450 mほどの部分である。飯田市公民館横のハミングパル（人形時計塔）を境にして北側から大宮神社前はサクラ並木が作られており、こちらは桜の名所となっている。りんご並木は1947年（昭和22年）に発生した「飯田大火」の復興過程で、当時の飯田市立飯田東中学校の生徒達の提案により作られ、今日まで代々東中の生徒の手で育てられている。生徒の行う作業は、施肥・剪定・草取り・収穫と全般に及ぶ。収穫したリンゴの果実は、生徒自ら給食で食したり、飯田市内の小中学校・福祉施設などに無償配布したりしている。また、東日本大震災の被災地へも贈られたことがある。ただ、植樹後間もなくから現在に至るまで、たびたび収穫前に果実の盗難に遭っている。
最初に植えられた1953年（昭和28年）11月当時のリンゴの木も残されており、接ぎ木などの手法により守られている。
1999年（平成11年）には並木全体が大きな公園として整備された。これ以降、イヌの散歩をする人や水遊びをする子供などが増え、生活道路として定着していった。地元住民達の管理によってりんご並木は守り継がれ、2001年（平成13年）に「美しい信州の景観づくり功労賞」を受賞したなど、高い評価を受けている。
また並木通りは、大火の教訓から町の防火帯としても機能するように考慮されている。市街地の7割強を焼き尽した飯田の大火後に、飯田市中心街は2本の30 m幅員の防火帯道路が街の中心で交差し、町が4分割されるように整備された。これは万が一の大火災時に、町の4分の1が焼失するのみで喰い止め、それ以上の延焼を防ぐ為である。元来、りんご並木は並木通りとして作られたのではなく、この防火帯道路の中央にある緑地帯に、リンゴの木が植えられた物が始まりであった。

### 路線データ
- 路線名：飯田市道1 - 1号線（りんご並木大宮線）[9]
- 区間：飯田市諏訪町 - 同市扇町（約1.2 km）[9]

### 周辺
- 飯田市立動物園[1]（並木南端）
- 川本喜八郎人形美術館[1]

## 歴史

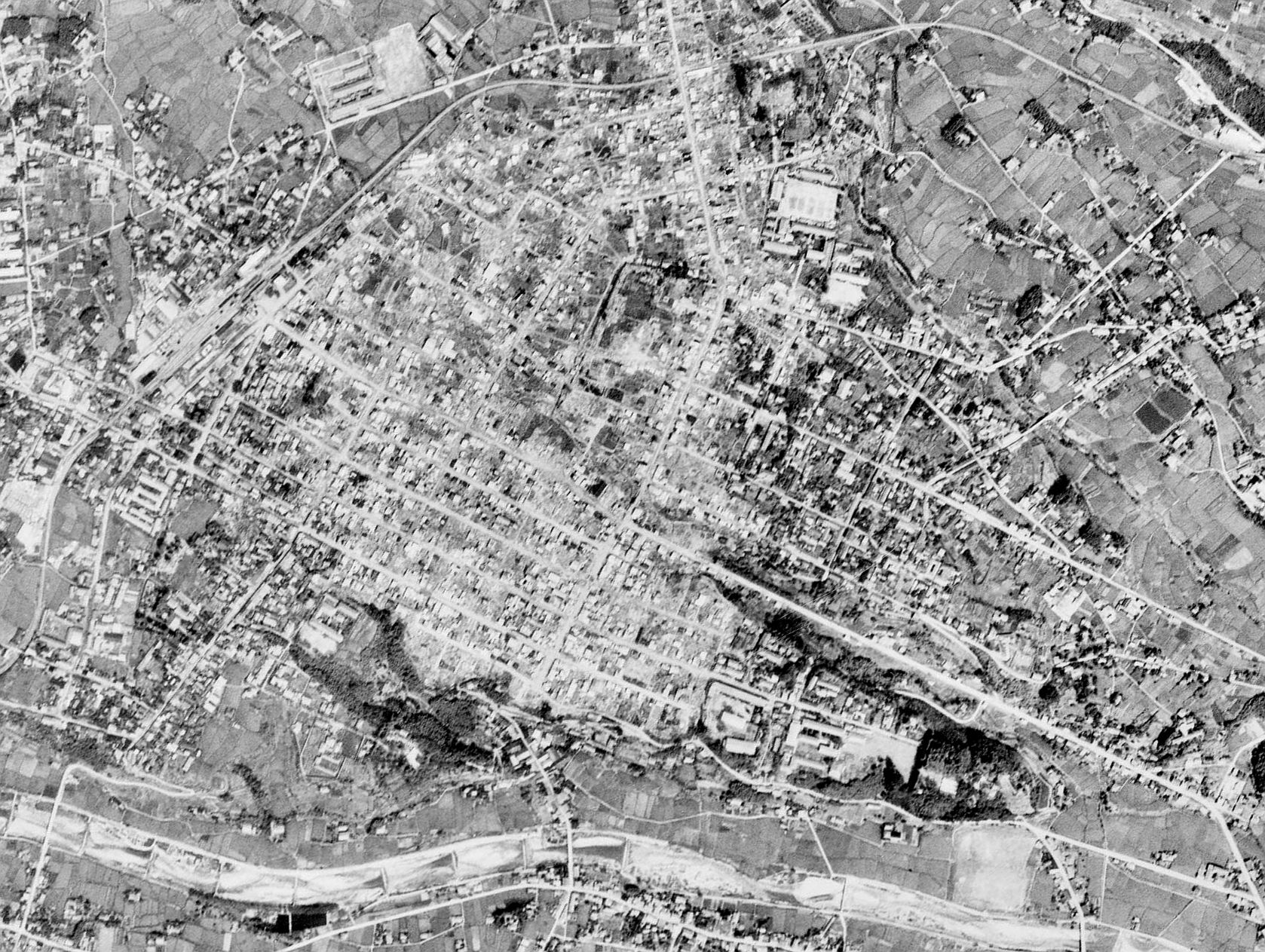
大火から5か月後の飯田市中心市街地
（1947年9月22日撮影）。

元々の飯田市は細い路地と木造建築物が密集する町であり、1947年（昭和22年）に市街地の約4分の3を焼き尽くす飯田大火に見舞われた。この反省から、復興時に市街地の防火帯としての機能を兼ね備えた、飯田市諏訪町（大宮神社前） - 扇町（市営動物園前）の区間に、延長1200 m、幅員30 mの街路が作られた。その街路の中央通りから扇町までの延長40 mの中央分離帯に、飯田東中学校の全校生徒が「りんごの実が輝く美しいまちに」という願いを込めて、リンゴの苗木40本を植えたのが、りんご並木の始まりである。
その後、同中学校緑化部（現・並木委員会）の生徒達を主体として、リンゴの苗木は大切に育てられた。この結果、初夏には白い花をつけ、夏から秋にかけてリンゴの果実が実るようになり、生徒達の手で収穫されて、市内の各施設へ「愛の贈り物」として届けられるようになった。しかし、1960年代からモータリゼーションが本格化すると、周囲環境の変化により自動車とリンゴの木との共存が難しくなってきた。それでも、りんご並木は維持されたものの、最初にリンゴが植えられてから半世紀以上が経過して老木が増加し、樹勢の衰えなどの問題も出てきた。そこで飯田市では、リンゴが育つ都市環境の作り、人が集まる楽しい町、次世代の子供達に誇れる整備を目標に、飯田東中学校の生徒と15の市民団体で構成された「りんご並木まちづくりフォーラム」で、りんご並木の再整備計画が策定された。
この計画に基づいた再整備によって、りんご並木を継承しつつ、歩道と車道の区分けを無くし、公園のような道路へと生まれ変わり、さらに、りんご並木の北側には延長約800 mの桜並木も作られた。
2001年（平成13年）には飯田市の市街地の再開発により、りんご並木沿いに「トップヒルズ本町」が完成した。トップヒルズ本町は、市街地での居住を推進するビルであり、上層階に居住機能を、下層階に商業施設や市役所機能を配置した。続いて2002年（平成14年）に高齢者向けアパート「アシストホームりんご」が設立され、2004年（平成16年）には「トップヒルズ第二」の建設が始まった。これら一連の事業には第三セクターかつタウンマネージメント機関の株式会社飯田まちづくりカンパニーが関与している。

### 年表
- 1947年（昭和22年）4月20日 - 飯田大火発生。飯田市大半焼失、家屋の焼失3577戸、17800人の被災者が出た。
- 1953年（昭和28年）11月8日 - リンゴの植樹開始。市内並木通りに全校生徒の作業で47本植えられた。
- 1963年（昭和38年）5月8日 - 中部日本新聞社ブルーバード賞受賞。
- 1967年（昭和42年）11月15日 - りんご並木15周年記念式典を開催。
- 1982年（昭和57年）11月8日 - りんご並木30周年記念式典を開催。
- 1984年（昭和59年）4月11日 - 吉川英治文化賞受賞。
- 1984年（昭和59年）6月1日 - 内閣総理大臣賞受賞伝達式。
- 1986年（昭和61年）8月10日 - 「日本の道100選」に選定[10]。長野県内で小県郡の海野宿と合わせ2か所のみ。
- 1987年（昭和62年）11月16日 - 「ニュートンのりんご」の木、植樹。
- 1994年（平成6年）10月30日 - りんご並木40周年記念式典を開催。
- 1995年（平成7年）11月18日 - りんご並木育成活動に「博報賞」「文部大臣激励賞」受賞。
- 2002年（平成14年）6月22日 - 「かおり百選」（環境省）に選ばれ、かおりフォーラムに参加。
- 2003年（平成15年）10月18日 - りんご並木50周年記念式典を開催。
- 2013年（平成25年）9月27日 - りんご並木60周年記念学芸会・記念式典を開催。
- 2016年（平成28年）11月17日 - 天皇・皇后が訪問。[11]

## 影響
北海道の札幌市の市街地南部にあるリンゴ並木は、飯田市のりんご並木を参考にして作られた。
1979年（昭和54年）に始まったいいだ人形劇フェスタや、1982年（昭和57年）に始まった飯田りんごんは、例年8月に開催され、その会場としても使用されてきた。なお「飯田りんごん」の名称の由来は、りんご並木のリンゴにある。また、例年春に行われてきた飯田やまびこマーチの会場としても使用されてきた。
飯田大火からの復興のシンボルになったリンゴは、飯田市の中心駅である飯田駅が1992年（平成4年）に改装された際に施されたデザインにも活かされている。